# Гроссман Меїр
Гроссман Меїр (1888, Темрюк, нині Краснодарський край, - 1964, Тель-Авів), журналіст, сіоністський діяч, член Української Центральної Ради.
Навчався в Петербурзькому університеті, з 1913 р в Берліні, де був членом центрального комітету сіоністської студентської організації Ге-Хавер і редактором її журналу російською мовою («Еврейский студент»), а також гумористичної газети на їдиш ( «Дер ашмедай»). 
Під час Першої світової війни видавав в Копенгагені, потім в Лондоні двотижневик на їдиш («Ді трибуні»), в якому активно підтримував висунуту Володимиром Жаботинським ідею створення Єврейського легіону. 
На початку 1917 року повернувся в Петроград, працював в газеті «Тогблат», а після жовтневої революції переїхав до Києва, де був обраний членом Виконавчого комітету сіоністів України і брав участь в роботі Єврейського національного зібрання і Тимчасової національної ради євреїв України. Був депутатом Української Центральної Ради.
Згодом Гроссман разом з А. Коральніком (1883-1937) був посланий за кордон для того, щоб довести до відома світової громадськості критичне становище українського єврейства. В результаті цієї поїздки були створені комітети допомоги українським євреям в Англії і США (1919).
В кінці 1919 р Гроссман спільно з Я. Ландау (1892-1952) перетворив Єврейське кореспондентське бюро в Єврейське телеграфне агентство. У 1925 р. Гроссман заснував щоденну газету в Єрусалимі англійською мовою «Палестайн Булітін» (з 1932 р - «Палестайн пост», з 1950 р - «Джерузалем пост»). 
Після створення Жаботинським в 1925 р. ревізіоністської партії був найближчим його помічником аж до розколу в 1933 році. Гроссман об'єднав своїх прихильників в Партію єврейської держави.
У 1934 р Гроссман оселився в Ерец-Ісраель і став директором банку. 
У роки Другої світової війни Гроссман знаходився в США, беручи активну участь в єврейському суспільному житті. У 1948 р. був обраний членом правління Єврейського агентства і очолив його економічний відділ.